# Quintessenz Leipzig Flute Ensemble
Quintessenz Leipzig Flute Ensemble ist ein Flötenquintett aus Leipzig. Es wurde von fünf Flötisten des Gewandhausorchesters und des MDR-Sinfonieorchesters Leipzig gegründet. Zwei der heutigen Mitglieder spielen in der Staatsoper Hannover und der Staatskapelle Halle. Zum Repertoire des Ensembles gehören Stücke aus jeder Musikepoche und fast jeden Stils.

## Geschichte
Das Leipziger Querflötenensemble Quintessenz wurde 1996 gegründet. Die britische A-cappella-Gruppe „The King’s Singers“ und die „Bamboozles“, ein Flötenquintett aus Studenten von Trevor Wye, dienten als Vorbilder. Die Besetzung der Ensembles mit gleichen Instrumenten unterschiedlicher Stimmlage begeisterte die fünf Leipziger Flötisten.
Zunächst trafen sich „Quintessenz“ privat, um Jazzmusik zu spielen. Da sie alle klassisch und nicht als Jazzflötisten ausgebildet wurden, entwickelten sie schnell einen eigenen Stil. Was sie spielten, hatte von Anfang an als Grundlage die klassische Prägung der Flötisten. Aus Mangel an Literatur begannen „Quintessenz“, ihre Stücke selbst zu arrangieren. Dabei bearbeiteten sie nicht nur Quintettliteratur, sondern auch symphonische Stücke, Klavier- oder artfremde Literatur. Somit begannen sie, ihre eigenen Programme zusammenzustellen. Gudrun Hinze, eines der Gründungsmitglieder von Quintessenz und langjährige Piccolistin im Ensemble arrangierte einen Großteil der von Quintessenz gespielten Literatur und hat ihre Arrangements bei Alry-Publications  verlegt. Im Jahr 1999 nahmen „Quintessenz“ ihre erste CD auf, vier weitere Produktionen folgten. 2006 nahmen „Quintessenz“ auf Einladung von Trevor Wye am Flötenfestival der British Flute Society in Manchester teil. Seitdem spielten sie auf internationalen Festivals, unter anderem im August 2009 in New York beim Festival der National Flute Association der USA, dem Adams Flute Festival, zuletzt hier 2019 und dem Sächsischen Mozartfest. In den vergangenen Jahren konzentrierte sich „Quintessenz“ verstärkt auf die Nachwuchs-Förderung. In Zusammenarbeit mit dem Landesmusikrat Sachsen und der Jeunesses Musicales Deutschland entstanden mehrere Workshops für Flöten-Kammermusik.

## Programm
Aufgrund des eigenen musikalischen Stils haben auch die Programme von „Quintessenz“ einen speziellen Charakter. Es gibt immer ein Oberthema, dem die Stücke untergeordnet werden können. Dieses Thema kann musikalisch oder komponistenspezifisch sein („Mozartimento“), aber auch länder- („America!“ oder " Reisefieber") oder literaturspezifisch („Tour de France“). Außerdem haben „Quintessenz“ einige besondere Programme, in denen sie Musik und Poesie verbinden („Hymne an die Fische“, „Alle Vögel, Alle“ oder "Adam und Eva"). Dabei werden sie von Schauspielern unterstützt, die Gedichte und andere Texte zum jeweiligen Thema vortragen. Partner von „Quintessenz“ waren zum Beispiel Michael Mechel und Günter Schoßböck.
Eine Sonderform dieser Programme ist der „musikalische Spaziergang“. Das Publikum wird hier zu einem gemeinsamen Spaziergang durch die Landschaft eingeladen, bei dem an verschiedenen Orten Programmpunkte aufgeführt werden.
Weitere Programme sind u. a. „Ein Sommernachtstraum“ – Das Programm zum Mendelssohnjahr 2009. Ausschnitte aus der Musik zum „Sommernachtstraum“ bilden den Rahmen, ergänzt mit anderen Stücken zum Thema Sommer, Nacht und Elfenspuk. Das Programm "Narrenspiele" lässt Narren und Kobolde hörbar werden, seit 2019 auch eine Fassung des berühmten "Till Eulenspiegel" von Richard Strauss in einer Bearbeitung für fünf Flöten oder saisonale Programme: "Wie schön leuchtet der Morgenstern" mit adventlicher Musik-Kompositionen von Praetorius, Tschaikowsky, Mozart, F. Bridge.

## Mitglieder
Anna Garzuly
wurde in Szombathely/Ungarn geboren. Sie studierte in Budapest, München und New York u. a. bei Paul Meisen und Jeanne Baxtresser. Von 1995 bis 2008 war sie stellvertretende Soloflötistin und von 2008 bis 2017 Soloflötistin im Gewandhausorchester zu Leipzig. Im Herbst 2017 trat sie eine Professur für Bläser-Kammermusik an der Hochschule für Musik in Leipzig an. Seit 2019 ist sie zusätzlich Professorin für Flöte an der Weimarer Musikhochschule. Sie ist Preisträgerin  internationaler Wettbewerbe in Scheveningen, Kobe, Budapest und Genf. Als Solistin trat sie  in Leipzig mit dem GWH Orchester unter Herbert Blomstedt und Riccardo Chailly auf. Sie ist Mitglied in verschiedenen Kammermusikensembles, eine Kammermusikpartnerin und eines der Gründungsmitglieder von Quintessenz-Leipziger Querflötenensemble.
Jérémie Abergel
wurde in Paris geboren.
Sein Studium absolvierte er in Deutschland in  Berlin, Freiburg und Frankfurt. Bald hat er sich als Kammermusiker und Orchesteraushilfe in Orchestern wie der Dresdner Philharmonie, dem MDR-Sinfonieorchester u. a. einen Namen gemacht. Im Gewandhaus zu Leipzig hatte er einen Zeitvertrag. Nach einem kurzen Engagement in Chemnitz ist er seit 2019 als Solopiccolist an der Staatsoper Hannover unter Vertrag. Außerdem ist er seit 2019 Mitglied des Bayreuther Festspielorchesters und des Leipziger Querflötenensembles Quintessenz.
Manfred Ludwig
wurde in Erding geboren. Sein Studium absolviert er zunächst als Jungstudent am R.-Strauss-Konservatorium bei Philippe Boucly und ab 2004 an der Hochschule für Musik und Theater Hannover bei Andrea Lieberknecht und Gudrun Hinze. Ab 2008 war er Akademist beim Bayerischen Staatsorchester an der Staatsoper München. Nach mehrjährigen Zeitverträgen am Gewandhausorchester zu Leipzig in der Position "Stellvertretender Soloflötist", wurde er im Januar 2013 dort  als zweiter Flötist fest angestellt. Seit 2016 ist er Mitglied von „Quintessenz“.
Bettine Keyßer
geboren in Potsdam, studierte Flöte in Berlin bei Dietrich Hoenow (HfM „Hanns Eisler“) und Eric Kirchhoff (HdK Berlin), sowie an der University of Alabama, in Birmingham bei Sheryl Cohen. Nach einem Engagement an der Norddeutschen Philharmonie Rostock als Solo-Piccolistin ist sie seit 1999 stellvertretende Soloflötistin in der Staatskapelle Halle. Seit 2000 gehört sie dem Quintessenz-Ensemble an.
Christian Sprenger
stammt aus Berlin. An das Studium in Berlin bei Werner Tast schloss sich 1989 sein erstes Engagement an das Leipziger Gewandhausorchester an. 1995 wurde er Soloflötist des MDR-Sinfonieorchester. Er ist ein  Solist und Mitglied in verschiedenen Ensembles und Kammerorchestern (Leipziger Streichquartett, Gewandhaus Streichquartett, Camerata Salzburg). Konzertreisen führten ihn unter anderem in die USA, die Türkei, nach Italien und England.   Solistisch spielte er unter anderem Konzerte für Flöte und Bassflöte unter Dirigenten wie Fabio Luisi, Michael Sanderling, Kristjan Järvi, Marcello Viotti.

## Diskographie
- 1999: Bonsoir Audiomax 703 1153-2
- 2003: Arabesques Audiomax 1179-2
- 2006: America! Audiomax 703 1342-2
- 2007: Tour de France GEN 87108
- 2012: Essence of Christmas GEN 12253
- 2016: Incantations GEN 16421